# Calco
Calco är en ort och kommun i provinsen Lecco i regionen Lombardiet i Italien. Kommunen hade 5 413 invånare (2018).